# Jean d'Orléans-Longueville
Jean d'Orléans-Longueville   (né à Parthenay en 1484  et mort à Tarascon le 24 septembre 1533)  est un cardinal français du XVIe siècle. Il est le troisième fils de  François d'Orléans, comte de Dunois et duc de Longueville. Il est un parent des rois Louis XI et Louis XII de France.

## Repères biographiques
Jean d'Orléans-Longueville est élu archevêque de Toulouse en 1503 et nommé évêque d'Orléans en 1521. Le pape Clément VII le crée cardinal lors du consistoire du 3 mars 1533.